# Sulayman ibn al-Hàssan ibn Màkhlad
Sulayman ibn al-Hàssan ibn Màkhlad fou visir abbàssida. Era fill del visir al-Hàssan ibn Màkhlad ibn al-Jarrah.
Fou tres vegades visir; la primera durant el regnat d'al-Múqtadir (908-932) el 930, i va exercir fins al 932; la segona per sota el califa ar-Radi (934-940), per poc temps el 936; i la darrera, també sota Ar-Radi, al final de l'emirat del turc Bàjkam, el 940. Va demostrar en general ser força incompetent.